# Koninkrijk Imeretië
Het koninkrijk Imeretië (Georgisch:იმერეთის სამეფო, Imeretis Samepho) was een koninkrijk dat in 1298 ontstond na de driedeling van het koninkrijk Georgië, door een lid uit het huis Bagrationi. Voor deze gebeurtenis werd Imeretië beschouwd als een apart koninkrijk binnen het koninkrijk Georgië, de kroon ontstond door een jongere tak van de koninklijke familie, koning David VI Narin van Georgië in 1260. Dit was te wijten aan de Mongoolse veroveringen in de 13de eeuw, die tot de decentralisatie van Georgië en de versnippering van het Koninkrijk leidden. Vanaf 1455 was het koninkrijk een constant slagveld tussen Georgische, Russische, Perzische en Ottomaanse legers dat in 1810 tot de volledige annexatie door het Russische Rijk leidde. In de loop van deze 355 jaar verklaarden de vorstendommen Goeria, Abchazië en Mingrelië zich onafhankelijk.

## Lijst van koningen van Imeretië

### Eerste huis van Imeretië
- David I (1258-1293)
- Constantijn I (1293-1326)
- Michael (1326-1329)
- Bagrat I (1329-1330)
- Alexandre I
- Giorgi I
- Constantin II
- Demetre I
- Demetre II

### Tweede huis van Imeretië
- Bagrat II (1463-1478)
- Alexander II (1478-1510)
- Bagrat III (1510-1565)
- Giorgi II (1565-1585)
- Leon (1585-1588)
- Rostom (1588-1589, 1590-1605)
- Bagrat IV (1589-1590)
- Giorgi III van Imeretië (1605-1639)
- Alexander III (1639-1660)
- Bagrat V (1660-1661, 1663-1668, 1669-1678, 1679-1681)
- Vachtang Tchutchunashvili (1661-1663)[1]
- Archil (1661-63, 1678-79, 1690-91, 1695-96, 1698)
- Demetre (1663-1664)[1]
- Giorgi IV (1681-1683)[1]
- Alexander IV (1683-1690, 1691-1695)
- Simon (1699-1701)
- Giorgi V (1696-1698)[1]
- Mamia (1701-02, 1711, 1713)[1]
- Giorgi VI (1702-1707)[1]
- Giorgi VII (1707-11, 1712-13, 1713-16, 1719–1720)
- Giorgi VIII (1716, 1720)[1]
- Alexander V (1720-1741, 1742-1752)
- Giorgi IX (1741)
- Solomon I (1752-1766, 1768-1784)
- Teimuraz (1766-1768)
- David II (1784-1789, 1790-1791)
- Solomon II (1789-1790, 1792-1810)

## Voetnoten
1. 1 2 3 4 5 6 7  Non-Bagrationi koningen